# Gabriel Grovlez
Gabriel Grovlez (* 4. April 1879 in Lille; † 20. Oktober 1944 in Paris) war ein französischer Dirigent and Komponist.

## Leben und Wirken
Gabriel Grovlez studierte am Pariser Konservatorium bei Albert Lavignac, André Gédalge und Fauré. Er unterrichtete 10 Jahre lang Klavier an der Pariser Schola Cantorum. Daneben war er von 1905 bis 1908 an der Opéra-Comique Chordirigent und stellvertretender Dirigent. Von 1911 bis 1913 war er musikalischer Leiter der Aufführungen von Jacques Rouché am Thêatre des Arts. Von 1914 bis 1933 war er Direktor der Opéra. Trotz dieses Amtes fand er Zeit Dirigate in Monte Carlo, Kairo, Lissabon und New York zu übernehmen. Außerdem war er 1916–1917 und 1937–1939 als Musikkritiker tätig. Ab 1939 bis zu seinem Tod leitete er eine Kammermusikklasse am Conservatoire in Paris.
Seine Bedeutung als Dirigent liegt einerseits in Uraufführungen von Werken zeitgenössischer Komponisten, darunter Faurés Dolly, Albert Roussels Le Festin de l'Araignée und Maurice Ravels Ma Mère l'Oye. Im Bereich der Alten Musik führte er Opern von Jean-Baptiste Lully, Claudio Monteverdi, Christoph Willibald Gluck und Jean-Philippe Rameau wieder auf. Als Komponist ist er heute trotz zahlreicher Werke vergessen.